# Polsterpflanze
Polsterpflanze ist in der Botanik eine Bezeichnung für kompakte Horst- und Krüppelwuchsformen von Stauden, wie sie für Wüsten-, Felsen- und Hochgebirgspflanzen, aber auch in südhemisphärischen Mooren typisch ist. Man spricht auch von Kissenpolster im Solitärstand und Teppich bei geschlossenerem Bestand. Sie werden zu den Chamaephyten (Pflanzen, deren Erneuerungsknospen in Bodennähe liegen) gezählt.
Polster sind kennzeichnend für Polsterfluren, Trockenrasenbestände (wie dem Hochgebirgsrasen oder dem Páramo) und Nunatakkerfluren.
In Gärten werden Polsterpflanzen wie z. B. Azorella-Arten als bodendeckende, sonstiges Beikraut hemmende Pflanzen verwendet.

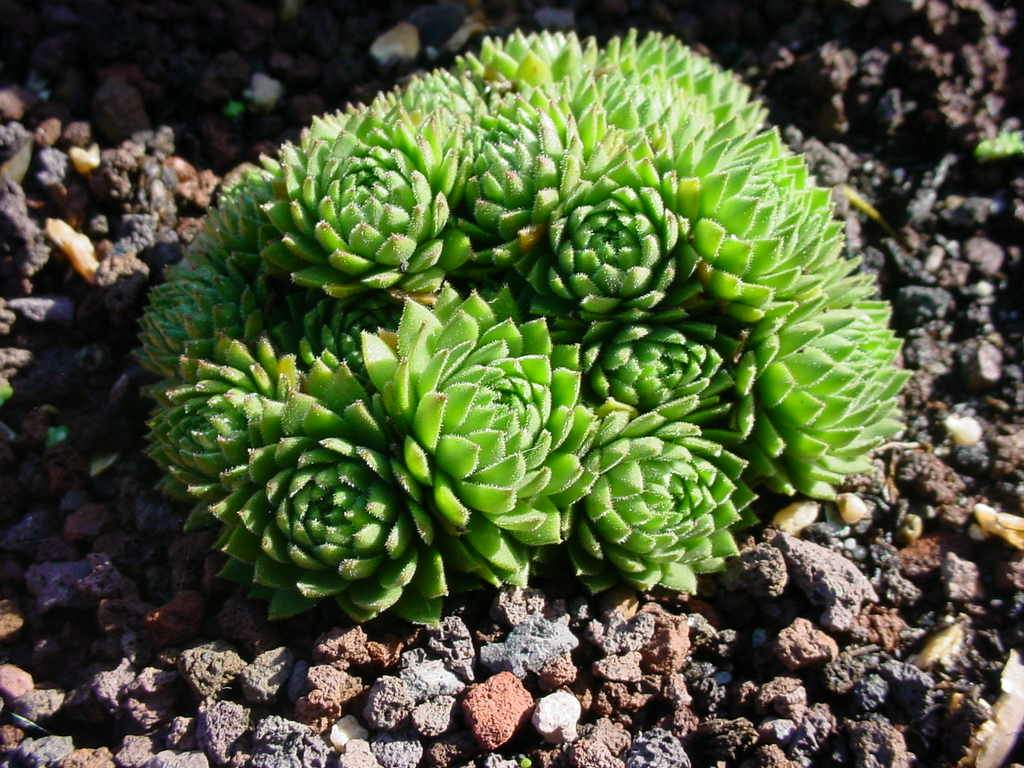
Rosetten-Polster der Berg-Hauswurz (Sempervivum montanum subsp. montanum)
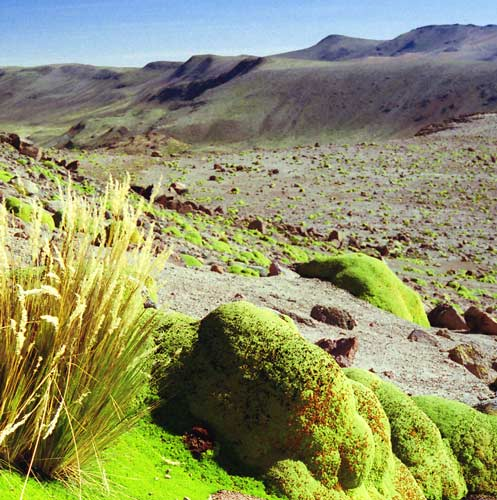
Yareta (Azorella compacta), daneben ein Grashorst
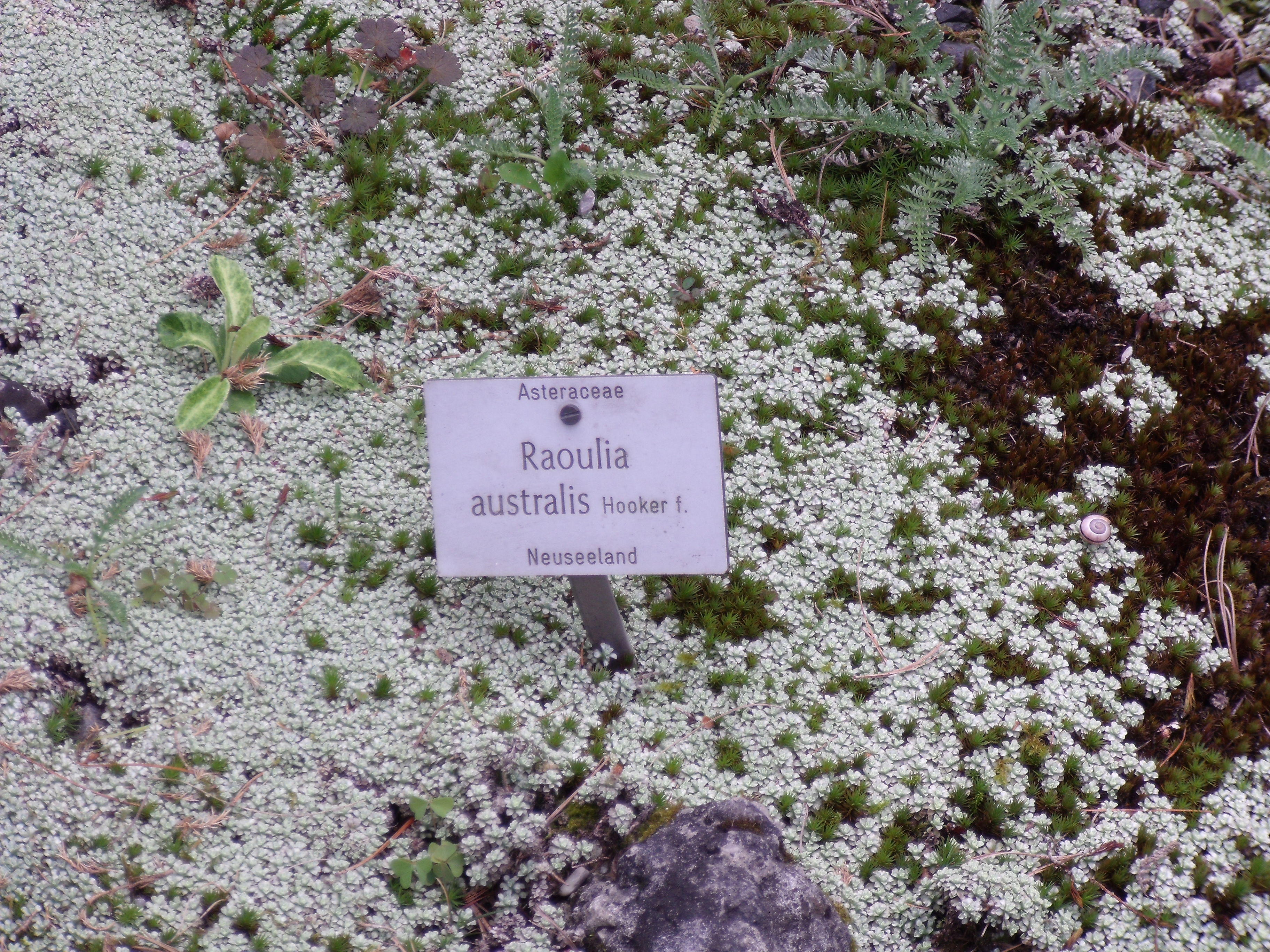
Raoulia australis (Neuseeland)